# Tipula (Microtipula) hexamelania
Tipula (Microtipula) hexamelania is een tweevleugelige uit de familie langpootmuggen (Tipulidae). De soort komt voor in het Neotropisch gebied.